# Corancez
Corancez é uma comuna francesa na região administrativa do Centro, no departamento Eure-et-Loir. Estende-se por uma área de 6,77 km². Em 2010 a comuna tinha 377 habitantes (densidade: 55,7 hab./km²).